# Дженифър Джейсън Лий
Дженифър Джейсън Лий (на английски: Jennifer Jason Leigh) е американска актриса. 

## Биография и творчество
Родена е на 5 февруари 1962 година в Лос Анджелис в семейството на актьора Вик Мороу и сценаристката Барбара Търнър. Започва да се снима в телевизионни филми от средата на 1970-те години, а по-късно се налага и в киното с участия във филми, като „Преки пътища“ („Short Cuts“, 1993), „Госпожа Паркър и порочният кръг“ („Mrs. Parker and the Vicious Circle“, 1994), „Механикът“ („The Machinist“, 2004), „Омразната осморка“ („The Hateful Eight“, 2015).

## Избрана филмография
| година | филм                            | оригинално заглавие                | роля             | режисьор                   |
| ------ | ------------------------------- | ---------------------------------- | ---------------- | -------------------------- |
| 1986   | Стопаджията                     | The Hitcher                        | Неш              | Робърт Хармън              |
| 1991   | Обратна тяга                    | Backdraft                          | Дженифър Фейткас | Рон Хауърд                 |
| 1993   | Преки пътища                    | Short Cuts                         | Луис Кайзер      | Робърт Олтмън              |
| 1994   | Госпожа Паркър и порочният кръг | Mrs. Parker and the Vicious Circle | Дороти Паркър    | Алан Рудолф                |
| 1994   | Генерално пълномощно            | The Hudsucker Proxy                | Еми Арчър        | Джоел Коен                 |
| 2001   | Човекът, който не беше там      | The Man Who Wasn't There           | затворничка      | Братя Коен                 |
| 2002   | Път към отмъщение               | Road to Perdition                  | Ени Съливан      | Сам Мендес                 |
| 2004   | Механикът                       | The Machinist                      | Стиви            | Бред Андерсън              |
| 2007   | Марго на сватбата               | Margot at the Wedding              | Полин            | Ной Баумбах                |
| 2008   | Синекдоха, Ню Йорк              | Synecdoche, New York               | Мария            | Чарли Кауфман              |
| 2015   | Омразната осморка               | The Hateful Eight                  | Дейзи Домерг     | Куентин Тарантино          |
| 2015   | Аномалиса                       | Anomalisa                          | Лиза             | Дюк Джонсън, Чарли Кауфман |